# Francesc Orella i Pinell
Francesc Orella i Pinell (Barcelona, 11 de juny de 1957) és un actor català de cinema, televisió, teatre i doblatge, principalment conegut pel paper de Merlí a la sèrie de TVC Merlí. Altres sèries conegudes de TV3 en les quals ha aparegut són Estació d'enllaç (1994), Secrets de Família (1995), així com a El comisario de Telecinco.
El 2008 va obtenir un dels premis Max al millor actor protagonista per la seva participació en Un enemic del poble. El juny de 2009 fou guardonat amb el Premi Nacional de Teatre per la interpretació «contundent, singular, persuasiva, emotiva i impecable» en muntatges teatrals de tots els registres.

## Biografia
Nascut a la ciutat de Barcelona l'any 1957, de família oriünda per part paterna d'Olp (Pallars). Es va formar a l'Institut del Teatre a la seva ciutat natal, i posteriorment es va traslladar als Estats Units per estudiar a l'Herbert Berghoff Studio de Nova York on va estudiar amb actors com John Strasberg, Carol Rosenfeld, Carlos Gandolfo, Genadi Karatkov i Bob McAndrew.
En el món del cinema va debutar l'any 1989 en la pel·lícula titulada Pont de Varsòvia, dirigida per Pere Portabella, i en televisió va debutar en les sèries La Granja 1990 i Estació d'enllaç el 1994 i en Secrets de família en 1995, ambdues sèries de TVC. Més tard, l'any 2000, Francesc Orella es va donar a conèixer a escala nacional en la sèrie emesa per Telecinco, El comisario, on va ser-hi durant tres temporades (2-4) interpretant al Subinspector de la policia nacional Telmo Chacón.
Més tard va aparèixer en sèries i minisèries com Ventdelplà (2009) o Infidels (2009), i va debutar com a coprotagonista a Les veus del Pamano (2009), Ermessenda (2010) i Prim, l'assassinat del carrer del Turco (2014). El 2015 es va unir a l'elenc de la nova sèrie Carles, Rei Emperador on va donar vida al cardenal Adrià d'Utrecht.
A mitjan 2015 li va arribar el paper protagonista de "Merlí" a la sèrie de televisió de Merlí, de TVC, el qual el fa famós a escala nacional i internacional. Es tracta d'un professor de Filosofia que estimula els seus alumnes a pensar lliurement mitjançant uns mètodes poc ortodoxos, un home que va a la seva, seductor i amb una vida sexual intensa.

## Vida privada
Actualment resideix a Valldoreix, al municipi de Sant Cugat del Vallès. És solter i no té fills.

## Filmografia

### Cinema
- Asalto al Banco Central (1983)
- Pont de Varsòvia (1989) de Pere Portabella
- Boom boom (1990) de Rosa Vergés
- La teranyina (1990) d'Antoni Verdaguer
- Los mares del sur (1992) de Manuel Esteban
- El perquè de tot plegat (1995) de Ventura Pons
- Terra i llibertat (1995) de Ken Loach
- El pianista (1998) de Mario Gas
- La ciutat dels prodigis (1999) de Mario Camus
- Yoyes (2000) d'Helena Taberna
- El viaje de Arián (2000) d'Eduard Bosch
- Smoking room (2002) de Roger Gual i Julio D. Wallovits
- Nudos (2003) de Lluís Maria Güell
- Tres dies amb la família (2009)
- Alatriste (2006) d'Agustín Díaz Yanes
- Lasa i Zabala (2014)
- Contratemps (2016)
- La millor opció (2016) d'Òscar Pérez
- L'enigma Verdaguer (2019), de Lluís Maria Güell
- El guardián invisible (2017)
- Brava (2017)
- Durant la tempesta (2018)
- Love Me Not (2019)
- Legado en los huesos (2019)
- Ofrenda a la tormenta (2020)
- La vampira de Barcelona (2020), de Lluís Danés
- Chasing Wonders (2020)
- El buen patrón (2021), de Fernando León de Aranoa
- Toscana (2022), de Pau Durà

### Curts
- Letargo (2008). Direcció de Francesc Orella

### Televisió
- La Granja (1990)
- Estació d'enllaç (1994)
- Arnau (1994)
- Secrets de família (1995)
- Quico, el progre (1992-1995)
- Pepe Carvalho (1999)
- Andorra, entre el torb i la Gestapo (2000)
- El cor de la Ciutat (1999-2009)
- El comisario (2000-2002)
- Jet lag (2002)
- Ventdelplà (2009)
- Les veus del Pamano (2009)
- Infidels (2009)
- Ermessenda (2010)
- Terra Baixa (2011) (TV movie)
- Prim, l'assassinat del carrer del Turco (2014)
- Merlí (2015-2018)
- Merlí: Sapare Aude (2019)
- Inés del alma mía (2020)
- Maradona: Sueño bendito (2021)
- Santa Evita (2022)
- Días mejores (2022)

### Teatre
- 1982. Marat-Sade de Peter Weiss. Direcció de Pere Planella
- 1984. L'òpera dels tres rals de Bertolt Brecht i Kurt Weill. Direcció de Mario Gas. Teatre Romea.
- 1990. True West de Sam Shepard. Direcció de Josep Minguell
- 1996. Àngels a Amèrica: el mil·lenni s'acosta. Direcció de Josep Maria Flotats
- 1999. Tot esparant Godot de Samuel Beckett. Direcció de Lluís Pasqual i Sánchez
- 2002. La Caiguda d'Albert Camus. Direcció de Carles Alfaro
- 2004. El rey se muere d'Eugène Ionesco. Direcció de José Luis Gómez
- 2005. Ròmul el Gran de Friedrich Dürrenmatt. Direcció de Carles Alfaro
- 2006. La Tempestad de William Shakespeare. direcció de Lluís Pasqual
- 2006. Hamlet de W. Shakespeare. Direcció de Lluís Pasqual
- 2007. Un enemic del poble d'Henrik Ibsen. Direcció de Gerardo Vera
- 2007. La nit just abans dels boscos de Bernard-Marie Koltès. Direcció d'Àlex Rigola
- 2009. Traïció de Harold Pinter. Direcció de Carles Alfaro
- 2010. Escenes d'un matrimoni i Sarabanda d'Ingmar Bergman. Direcció de Marta Angelat
- 2012. Pàtria de Jordi Casanovas. Direcció de Jordi Casanovas
- 2013. L'estranger d'Albert Camus. Direcció de Carles Alfaro
- 2013. Hedda Gabler d'Henrik Ibsen. Direcció de David Selvas
- 2014. Mata'm de Manel Dueso. Direcció de Manel Dueso
- 2016. Falstaff de William Shakespeare. Direcció de Konrad Zschiedrich
- 2016 i 2018. Art de Yasmina Reza. Direcció de Miquel Gorriz
- 2019. L'últim acte d'Anton Txékhov. Direcció de Carlos Alfaro

## Premis i nominacions
Premis Fotogramas de Plata
| Any  | Categoria              | Treball          | Resultat      |
| ---- | ---------------------- | ---------------- | ------------- |
| 1996 | Millor actor de teatre | Àngels a Amèrica | Semifinalista |

Premis Max
| Any  | Categoria                 | Pel·lícula          | Resultat  |
| ---- | ------------------------- | ------------------- | --------- |
| 2008 | Millor Actor Protagonista | Un enemic del poble | Guanyador |

Premi Nacional de Teatre
| Any  | Categoria            | Resultat  |
| ---- | -------------------- | --------- |
| 2009 | Millor interpretació | Guanyador |